# Аеродром Маријупољ
Међународни аеродром Маријупољ (укр. Міжнародний аеропорт Маріуполь, рус. Международный аэропорт Мариуполь; : , : ), претходно познат као Аеродром Жданов, међународни је аеродром у Маријупољу, у украјинској Доњецкој области. Редовних летова нема од 2009. године, а аеродром је затворен од 19. јуна 2014. године због рата у Донбасу.
Од марта 2022. године, аеродром се налази под контролом снага Доњецке Народне Републике (ДНР).

## Терминал
Терминал укључује два салона за одлазак и долазак заједно са простором за преузимање пртљага који служи и домаћим и међународним летовима. Аеродром има ВИП салон за путнике који путују пословном или првом класом. Терминал је такође опремљен тезгама са сувенирима и храном, кафићем, рестораном и бежичним интернетом.